# Рибалочка-крихітка мадагаскарський
Рибалочка-крихітка мадагаскарський (Corythornis madagascariensis) — вид сиворакшоподібних птахів родини рибалочкових (Alcedinidae). Ендемік Мадагаскару.

## Опис

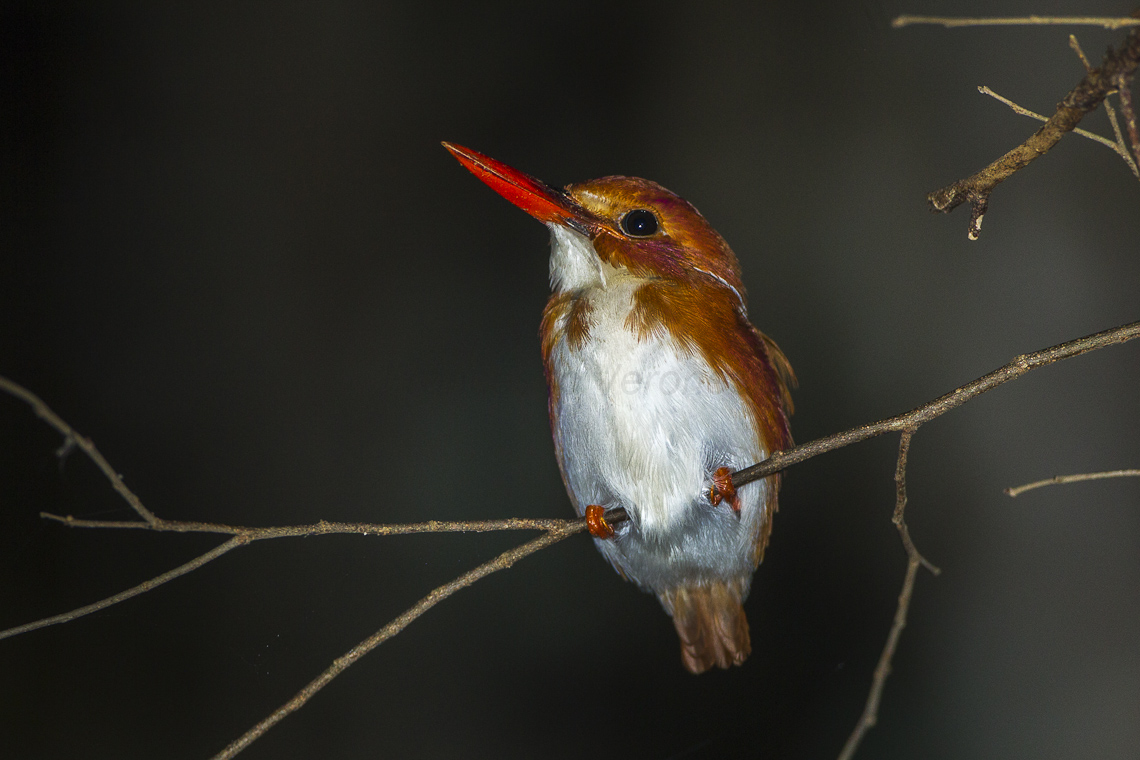
Мадагаскарський рибалочка-крихітка

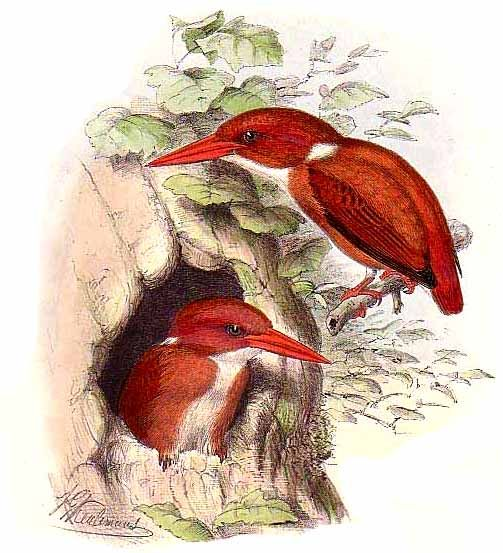
Мадагаскарські рибалочки-крихітки

Довжина птаха становить 13 см, самці важать 17-21 г, самиці 17-22 г. Верхня частина тіла руда, на нижній частині спини, надхвісті і шиї пурпурові плями, на потилиці вузька біла пляма. Першорядні махові пера чорні. Нижня частина тіла біла, боки руді. Очі темно-карі, дзьоб і лапи оранжево-червоні. Молоді птахи мають більш тьмяне забарвлення, фіолетові плями в оперенні у них менші, дзьоб чорний зі світлим кінчиком. Представники підвиду C. m. dilutus є блідішими, ніж представники номінативного підвиду, фіолетові плями в оперенні у них відсутні.

## Підвиди
Виділяють два підвиди:
- C. m. madagascariensis (Linnaeus, 1766) — захід, північ і схід Мадагаскару;
- C. m. dilutus (Benson, 1974) — південний захід Мадагаскару.

## Поширення і екологія
Мадагаскарські рибалочки-крихітки є ендеміками острова Мадагаскар. Вони живуть в сухих тропічних лісах, на узліссях та в лісистих саванах, а також у вологих тропічних лісах. Зустрічаються на висоті до 1500 м над рівнем моря. Живляться переважно жабами, також комахами, зокрема прямокрилими, жуками, вуховертками і мурахами, личинками, іноді павуками, креветками, щитохвостими зміями і хамелеонами. Птахи чатують на здобич, сидячи на гілці, розташованій в густих заростях низько над землею. Помітивши здобич, вони кидаються на неї, хапають і повертаються назад на гілку, де, перш ніж проковтнути здобич, б'ють нею об гілку. Сезон розмноження триває з жовтня по січень, з піком у листопаді-грудні. Мадагаскарські рибалочки-крихітки гніздяться в норах довжиною 30-35 см і діаметром 5 см. В кладці 4 яйця, насиджують і самиці, і самці.